# Ferran Corominas i Telechea
Ferran Corominas i Telechea   (Banyoles, 5 de gener de 1983) és un exfutbolista professional català que jugava en la posició de davanter. Va ser internacional amb la selecció catalana.

## Trajectòria esportiva
Davanter jove i ràpid, va debutar amb el RCD Espanyol el 2 de novembre de 2003 a la jornada 10. La temporada 2005-06 va marcar tres gols decisius: El primer, en el darrer minut del darrer partit contra la Reial Societat, salvant l'equip de baixar a segona divisió; El segon, en la final de la Copa del Rei, la quarta de l'entitat; I el tercer, l'únic gol de la final de la Copa Catalunya contra al FC Barcelona, que va significar el segon títol d'aquella temporada.
Corominas es va formar al CD Banyoles, l'equip juvenil de la capital del Pla de l'Estany, i posteriorment al Vilobí CF. L'estiu de 2001 es va incorporar a les categories inferiors del RCD Espanyol de Barcelona. Durant tres temporades va jugar al filial de l'equip blanc-i-blau.
La temporada 2002/03 Javier Clemente li va donar l'oportunitat de debutar amb el primer equip en un partit de Copa del Rei al camp de l'Elx CF. La seva estrena va resultar providencial, marcant en l'últim minut del partit el gol de la victòria que va classificar al seu equip per a la següent ronda. No obstant això, el seu debut a Primera Divisió no va arribar fins pràcticament un any més tard. El mateix Clemente el va fer saltar al camp el 2 de novembre del 2003, en un partit contra el Reial Saragossa. La següent temporada es va incorporar definitivament al primer equip, jugant 25 partits de lliga en la qual va marcar un gol.
Però la seva explosió va arribar la temporada 2005/06, en la qual va aconseguir diversos gols decisius. Un dels més recordats per l'afició espanyolista va ser el que li va marcar a la Reial Societat en l'últim minut de l'última jornada de lliga, salvant in extremis el seu equip del descens a Segona Divisió. Corominas també va disputar alguns minuts de la final de la Copa del Rei, marcant un dels quatre gols amb els quals l'Espanyol es va imposar al Reial Saragossa, aconseguint el quart títol de copes de la seva història. "Coro" també va ser decisiu en la conquesta de la Copa Catalunya d'aquell any, marcant l'únic gol de la final jugada contra el FC Barcelona.
La temporada 2011 el RCD Espanyol va cedir el jugador a l'Osasuna, on hi va jugar un total de 8 partits. El juny del mateix anys, el RCD Espanyol va decidir no renovar-lo, i el jugador va fitxar pel Girona FC, equip de segona divisió, equip en el qual va ser titular indiscutible marcant un total de 18 gols, decisius per mantenir l'equip a segona divisió.
El 8 d'agost del 2012 l'Elx CF paga la seva clàusula de 100.000 € i el fitxa.

## Internacional

### Selecció catalana
El 30 de desembre de 2011 va disputar amb la selecció catalana el Trofeu Catalunya Internacional 2011,  contra la selecció de Tunísia, un partit disputat a l'Estadi Olímpic Lluís Companys, que va acabar en empat a 0.

## Palmarès
| Títol                  | Club         | País      | Any       |
| ---------------------- | ------------ | --------- | --------- |
| Campió d'Europa sub-19 | Espanya      | Espanya   | 2002      |
| Copa del Rei           | RCD Espanyol | Catalunya | 2005-2006 |
| Copa Catalunya         | RCD Espanyol | Catalunya | 2005-2006 |
| Subcampió UEFA         | RCD Espanyol | Catalunya | 2006-2007 |